# 羅保
羅保爵士，CBE（又名及，1923年9月15日—2015年4月18日），澳門土生葡人世家，慈善家及政治家，曾在澳門擔任澳門市政廳主席及經濟局局長。前香港市政局、行政局及立法局議員。最為人熟悉的是，他在中英政府於1980年代就香港前途問題進行談判期間，於立法局提出的「羅保動議」。

## 生平
羅保出身澳門土生葡人世家。在19世紀末至20世紀初，羅保的父親由當年葡萄牙統治的帝汶（今東帝汶）移居到澳門。他在澳門和白蘭卡（Branca Hyndman）結婚並定居下來。白蘭卡是當年英國東印度公司僱員亨利（Henry Hyndman）的曾孫女。羅保是老羅保的第三子，曾在澳門就學，入讀澳門聖若瑟修院屬下的中心學校（Escola Central）、澳門聖若瑟修院（Seminário de São José Macau）以及國立殷皇子紀念中學（Liceu Nacional Infante D.Henrique），後前往香港的喇沙書院完成學業。1945年他學成後，便協助父親打理生意。
羅保熱心參與香港的社會活動，長期服務香港，1954至1955年間任國際青年商會香港總會會長，1977至1992年間任民安隊處長，在1989年至1997年更獲委任為香港廣播事務管理局主席。政治上，他於1965年4月1日獲委任為市政局議員（至1978年），1967年至1985年間擔任行政局議員，1972年至1985年間擔任立法局議員（1980年至1985年擔任首席非官守議員），1984年3月14日曾在立法局會議提出著名的羅保動議：「在任何關係到香港未來的事務未有共識前，這個議會應該被視為討論的地方。雖然討論後的結果未必會落實，但這才是香港人真正意願和聲音。」。

## 個人生活
羅保和瑪嘉烈（Margaret Mary Choa）於1947年4月結婚，並生了五個兒子和五個女兒。

## 榮譽
在1972年和1978年，羅保先後獲授予英帝國官佐勳章和司令勳章，且在1984年獲冊封為下級勳位爵士。他也在1982年於香港大學獲得法律榮譽博士學位。

## 資料來源
1. 1 2 3  Kevin Sinclair (编).  4. Who's Who in Hong Kong Ltd.、Asianet Information Services Ltd. 1988: 258.

- 香港市政局, 市政局年報, 1974
- 丁新豹，《非我族裔：戰前香港的外籍族群》，頁49。

## 外部連結
- 香港大學頒授榮譽博士學位的贊詞 （页面存档备份，存于）
- 行政長官哀悼羅保爵士逝世 （页面存档备份，存于）